# Ottmar Liebert
Ottmar Liebert (ur. 1 lutego 1959 w Kolonii) to niemiecki muzyk, kompozytor i gitarzysta flamenco.

## Dyskografia (wybór)
- Marita: Shadows & Storms (1989)
- Nouveau Flamenco (1990)
- Poets & Angels (1990)
- Borrasca (1991)
- Solo Para Ti (1992)
- The Hours Between Night + Day (1993)
- Euphoria (1995)
- ¡Viva! (1995)
- Opium (1996)
- Leaning Into The Night (1997)
- Rumba Collection 1992-1997 (1998)
- Innamorare - Summer Flamenco (1999)
- Nouveau Flamenco - 1990-2000 Special Tenth Anniversary Edition (2000)
- Christmas + Santa Fe (2000)
- Little Wing (2001)
- In The Arms Of Love (2002)
- The Santa Fe Sessions (2003)
- 3 is 4 Good Luck (2003)
- Nouveaumatic (2003)
- La Semana (2004)
- Winter Rose: Music Inspired by the Holidays (2005)
- Tears in the Rain (2005)
- One Guitar (2006)
- Up Close (2008)
- The Scent of Light (2008)